# Epanerchodus furculiger
Epanerchodus furculiger är en mångfotingart som beskrevs av Karl Wilhelm Verhoeff 1937. Epanerchodus furculiger ingår i släktet Epanerchodus och familjen plattdubbelfotingar. Inga underarter finns listade i Catalogue of Life.